# Dick van Dijk
Dirk Wouter Johannes van Dijk, conocido como Dick van Dijk (Gouda, Países Bajos, 15 de febrero de 1946 - Niza, Francia, 8 de julio de 1997) fue un futbolista neerlandés.

## Biografía
Dick van Dijk empezó su carrera como profesional en el FC Twente. Durante la temporada 1968/1969, y con este club, se convirtió en uno de los dos máximos goleadores de la Eredivisie.
Entre 1969 y 1971 jugó siete partidos con la Selección de fútbol de los Países Bajos, marcando en gol.
Formó parte del equipo que ganó la final de la Copa de Campeones de Europa 1970-71, en la que anotó el primer gol del partido.
En España, jugó en el Real Murcia la temporada 1974/1975. La prensa le denominó el tercer tulipán, en referencia a que ya jugaban en el Fútbol Club Barcelona los neerlandeses Cruyff y Neeskens. Marcó 4 goles en 19 partidos. 
Al final de sus años como profesional pudo convertirse en padre, su hijo Michael van Dijk fue una de las mayores promesas holandesas de la época pero su carrera fue truncada por las lesiones y tuvo que retirarse al poco de comenzar su carrera profesional.

## Equipos
- FC Twente (1967-1969)
- Ajax Ámsterdam (1969-1972)
- OGC Niza (1972-1974)
- Real Murcia (1974-1975)

## Palmarés
- Eredivisie: 1970 (con el Ajax Ámsterdam).
- Eredivisie: 1972 (con el Ajax Ámsterdam).
- Copa de Campeones de Europa 1970-71 (con el Ajax Ámsterdam).
- Copa de Campeones de Europa 1971-72 (con el Ajax Ámsterdam).
- Copa de los Países Bajos 1971 (con el Ajax Ámsterdam).
- Copa de los Países Bajos 1972 (con el Ajax Ámsterdam).
- Máximo goleador de la Eredivisie: 1969 (con el FC Twente) 30 goles.